# Qobuüstü
Qobuüstü è un comune dell'Azerbaigian situato nel distretto di Ağdaş. Conta una popolazione di 1.263 abitanti.